# Hrast (jezero)
Hrast je jezero u Bosni i Hercegovini i najveće je jezero u općini Glamoč. Površine je 25.000 m².